# Debbie Bont
Debbie Bont (ur. 9 grudnia 1990 r. w Volendamie) – holenderska piłkarka ręczna, reprezentantka kraju, zawodniczka duńskiego klubu København Håndbold, występująca na pozycji prawoskrzydłowej.

## Sukcesy reprezentacyjne
- Mistrzostwa świata:
  -  2015
  -  2017
- Mistrzostwa Europy:
  -  2016
  -  2018

## Sukcesy klubowe
- Mistrzostwa Holandii:
  -  2007-2008, 2008-2009, 2009-2010 (VOC Amsterdam), 2014-2015 (SV Dalfsen)
  -  2010-2011 (VOC Amsterdam)
- Puchar Holandii:
  -  2008-2009, 2009-2010 (VOC Amsterdam), 2014-2015 (SV Dalfsen)
- Mistrzostwa Danii:
  -  2017-2018 (København Håndbold)
  -  2016-2017 (København Håndbold)
  -  2011-2012 (FC Midtjylland)
- Puchar Danii:
  -  2017 (København Håndbold)
- Mistrzostwa Niemiec:
  -  2012-2013, 2013-2014 (Handball-Club Leipzig)
- Puchar Niemiec:
  -  2013-2014 (Handball-Club Leipzig)
  -  2012-2013 (Handball-Club Leipzig)